# Predigerhaus der Zionskirche (Berlin, Griebenowstraße)

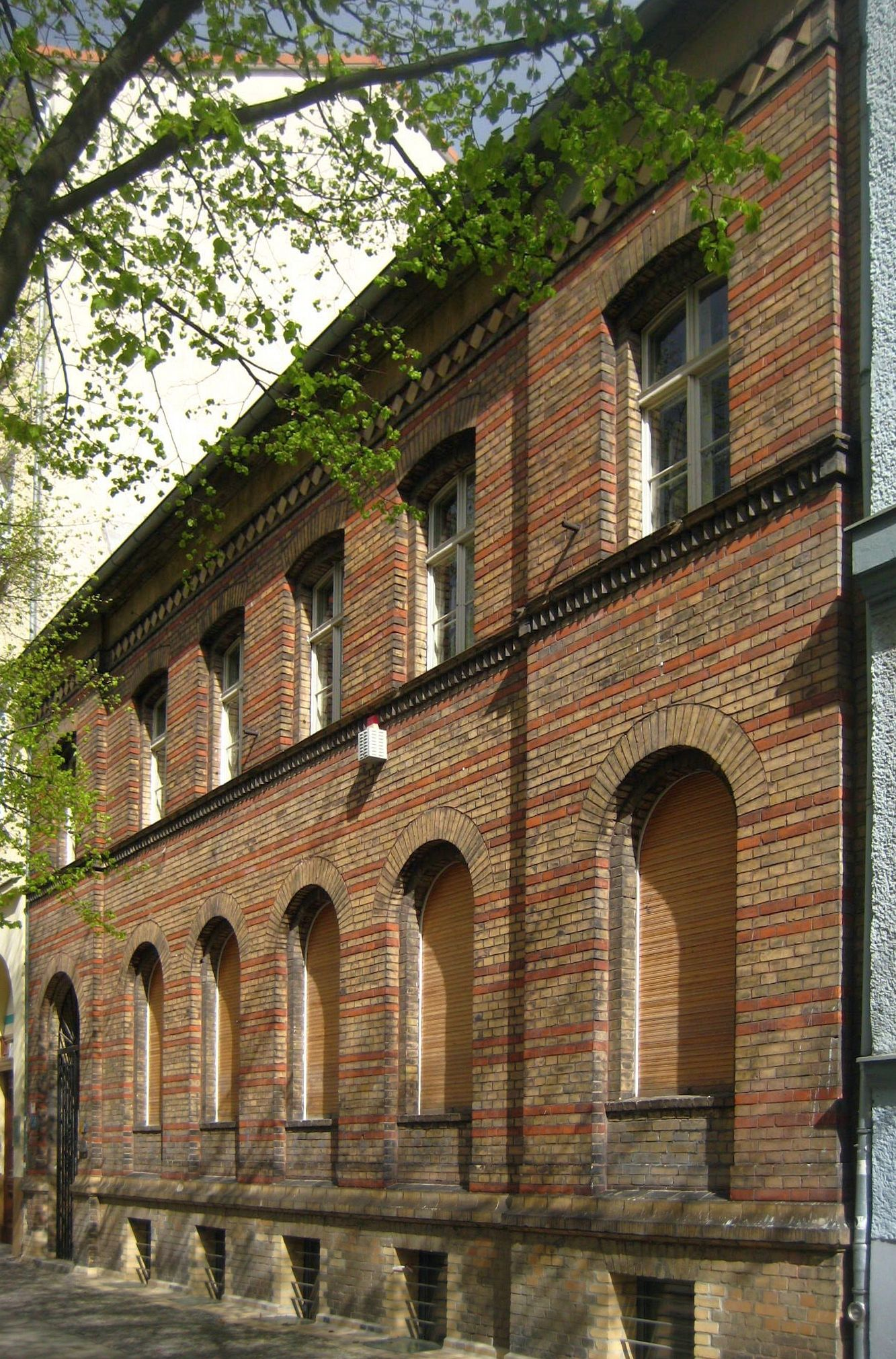
Hauptfassade an der Griebenowstraße

Das Predigerhaus der Zionskirche in der Griebenowstraße 15 im Berliner Ortsteil Mitte ist das erste für die Berliner Zionsgemeinde erbaute Predigerhaus. Es wurde 1870 als schlichter zweigeschossiger Backsteinbau errichtet.
Die Gebäudefassade wird durch rote doppelreihige Klinkerbänder und einem eingelegten Schmuckband aus rautenförmigen Terrakottaplatten horizontal gegliedert. Das Erdgeschoss weist Rundbogenfenster auf und erhebt sich über einem vorgemauerten Sockelgesims. Das Obergeschoss besitzt eine Reihe einfacher Segmentbogenfenster. Die Gebäudeseiten werden durch flache Risalite abgeschlossen.
Das Predigerhaus ist als Baudenkmal mit der Nummer 09011308 in der Berliner Landesdenkmalliste eingetragen.